# Tink.ch
Tink.ch war ein kostenloses Online-Magazin für junge Leute von 16 bis 30 Jahren in der Schweiz. Tink.ch betrieb Lokalredaktionen in Basel, Bern, Biel, Genf, Lausanne, Luzern, Neuenburg, Oberwallis, Solothurn, St. Gallen und Zürich. Die Zeitschrift behandelte unter anderem die Themen Kultur, Politik, Gesellschaft und Sport aus dem Blickwinkel der Jugend. Somit interessierte sich das Online-Magazin Tink.ch nicht nur für die grossen Stars und gestandenen Politiker, sondern insbesondere für die kleinen Sternchen und aufsteigenden Nachwuchspolitiker. Im Hintergrund wirkte ein Vorstand, im Vordergrund standen die Redaktionsleitungen im direkten Kontakt zu den Reportern und Fotografen.

## Geschichte
Am 1. April 2000 ging unter dem Namen Youthguide ein zweisprachiger Berner Stadtführer (Deutsch und Englisch) als Resultat einer Berufsmaturitätsarbeit online. 2001 wurde das Projekt von der Burgergemeinde Bern als Sieger des Berner Jugendpreises mit 10'000 Franken ausgezeichnet. Im Sommer 2003 wurde Youthguide in ein Online-Magazin mit ausschliesslich redaktionellen Inhalten umgewandelt. Die Inhalte des Berner Stadtführers wurden aufgegeben. Im Herbst 2004 gewann Youthguide mit dem Projekt „Mediadukt“ den Ritter der Kommunikation des Bundesamts für Kommunikation in der Kategorie Jugend.
Aufgrund der inhaltlichen Veränderung wurde Youthguide sechs Jahre nach der Gründung am 1. April 2006 unter dem Namen Tink.ch neu lanciert. Neue Redaktionen wurden in verschiedenen grossen Städten der Deutschschweiz aufgezogen, beispielsweise in Luzern, Zürich, Basel und Bern. Im Oktober 2006 ist zudem das erste gedruckte Magazin von Tink.ch erschienen. Im Jahr 2009 wurde die erste Redaktion in der Romandie gegründet.
Im November 2010 erschien das erste Tink.ch-Themenmagazin in Printform. 
Von März 2012 bis Oktober 2013 hatte Matthias Strasser das Amt des Chefredaktor inne. Im April 2012 übernahm David Naef die Verlagsleitung von Janosch Szabo. Im Jahr 2013 wechselte Tink.ch Deutschschweiz seine Online-Publikation von wöchentliche auf tägliche Publikation. Im Oktober 2013 übernahm Michael Scheurer als neuer Chefredaktor von Matthias Strasser das Steuer der Deutschschweizer Tink.ch-Redaktion. Im Februar 2014 übergab David Naef das Präsidium an Vivienne Kuster und die Verlagsleitung an Daniel Barnbeck.
Im Jahr 2014 eröffnete Tink.ch eine Redaktion im Tessin und publiziert seitdem dreisprachig: auf Deutsch, Französisch und Italienisch.
Im Oktober 2014 übergab Michael Scheurer den Posten des Chefredaktors an Sandro Bucher, der Tink.ch in dieser Position bis im April 2015 leitete. Auf Sandro Bucher folgte Sofiya Miroshnyk als Chefredaktorin. Auf Sofiya Miroshnyk folgte Mélanie Baierlé.
2017 übernahm Sara Heiniger das Präsidium von Anita Béguelin und Olivia Borer.
Die letzten Artikel auf Tink.ch erschienen 2021.

## Name
Tink war nach dem heutigen deutschen Sprachverständnis eine freie Wortkreation. Mitgründer von Tink.ch Andreas Renggli gab in einem Interview an, dass der Phantasiename von englischen Wort ink („Tinte“) abzuleiten sei.

## Finanzierung
Tink.ch finanzierte sich über Mitgliederbeiträge sowie Erträge aus Werbung und Jugendmedienprojekten. Tink.ch erhielt zudem wichtige finanzielle Unterstützung von diversen Partnern.

## Mitmachen
Das Mitmachen stand jedem frei. Tink.ch sah sich als Sprungbrett für Nachwuchsjournalisten. Das Prinzip war simpel: Erfahrenere Schreiberlinge und Fotografen gaben ihr Wissen weiter. Auf diese Weise hatte schon mancher Journalist nach seiner Zeit bei Tink.ch Fuss in der „richtigen“ Medienwelt gefasst. Interessierte konnten sich online anmelden.

## Projekte
Tink.ch hatte im Juni 2010 den Festivalkalender.ch neu lanciert. Der Festivalkalender.ch sollte einst der umfassendste Kalender sein, der sämtliche Festivals der Schweiz aus den Sparten Musik, Film, Comic und Kleinkunst auflistet. Auch hier galt: Nicht nur die grossen wie das Gurten oder das St. Galler Openair, sondern auch die kleinen feinen Perlen unter den Festivals finden ihren Platz auf Festivalkalender.ch.
Anlässlich der 25. Eidgenössischen Jugendsession, die vom 10. bis 13. November 2016 stattfand sendete Tink.ch in Zusammenarbeit mit SRF einen achtstündigen Livestream.

## Druckerzeugnisse
Im November 2010 hatte Tink.ch erstmals ein Themenheft in Eigenproduktion herausgegeben. Seitdem erschien das Druckerzeugnis vierteljährlich. Bestellungen konnten auf der Website von Tink.ch getätigt werden.